# Märkisch Wilmersdorf
Märkisch Wilmersdorf (bis 1937 Wendisch Wilmersdorf) ist ein Ortsteil der Stadt Trebbin (Landkreis Teltow-Fläming, Brandenburg). Zum 31. Dezember 1997 hatte sich Märkisch Wilmersdorf zunächst mit den Gemeinden Christinendorf, Großbeuthen und Thyrow zur neuen Gemeinde Thyrow zusammengeschlossen. 2003 wurde Thyrow (und damit auch Märkisch Wilmersdorf) per Gesetz in die Stadt Trebbin eingegliedert. Der Ort gehörte im Mittelalter ursprünglich zur Herrschaft Zossen und war später selber Sitz einer kleinen Adelsherrschaft.

## Geographische Lage

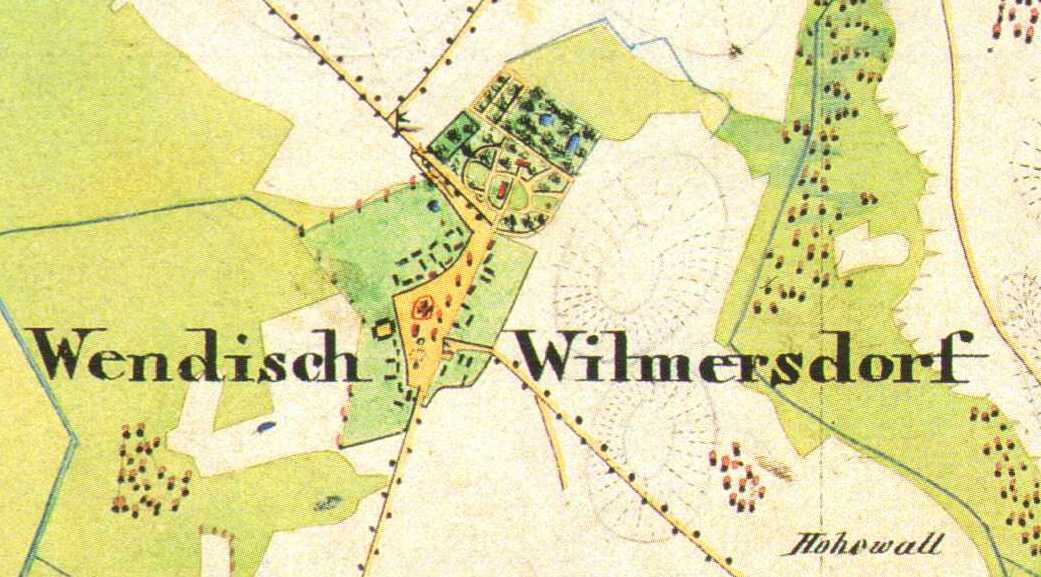
Märkisch Wilmersdorf, damals noch Wendisch Wilmersdorf genannt, auf dem Urmesstischblatt von 1840

Märkisch Wilmersdorf liegt im östlichen Teil des Stadtgebietes von Trebbin. Im Norden grenzt der Ortsteil an Kerzendorf und Wietstock (beides Ortsteile der Stadt Ludwigsfelde), im Osten an Nunsdorf (Ortsteil der Stadt Zossen). 2010 wird die Größe der Gemarkung mit 804 ha angegeben.

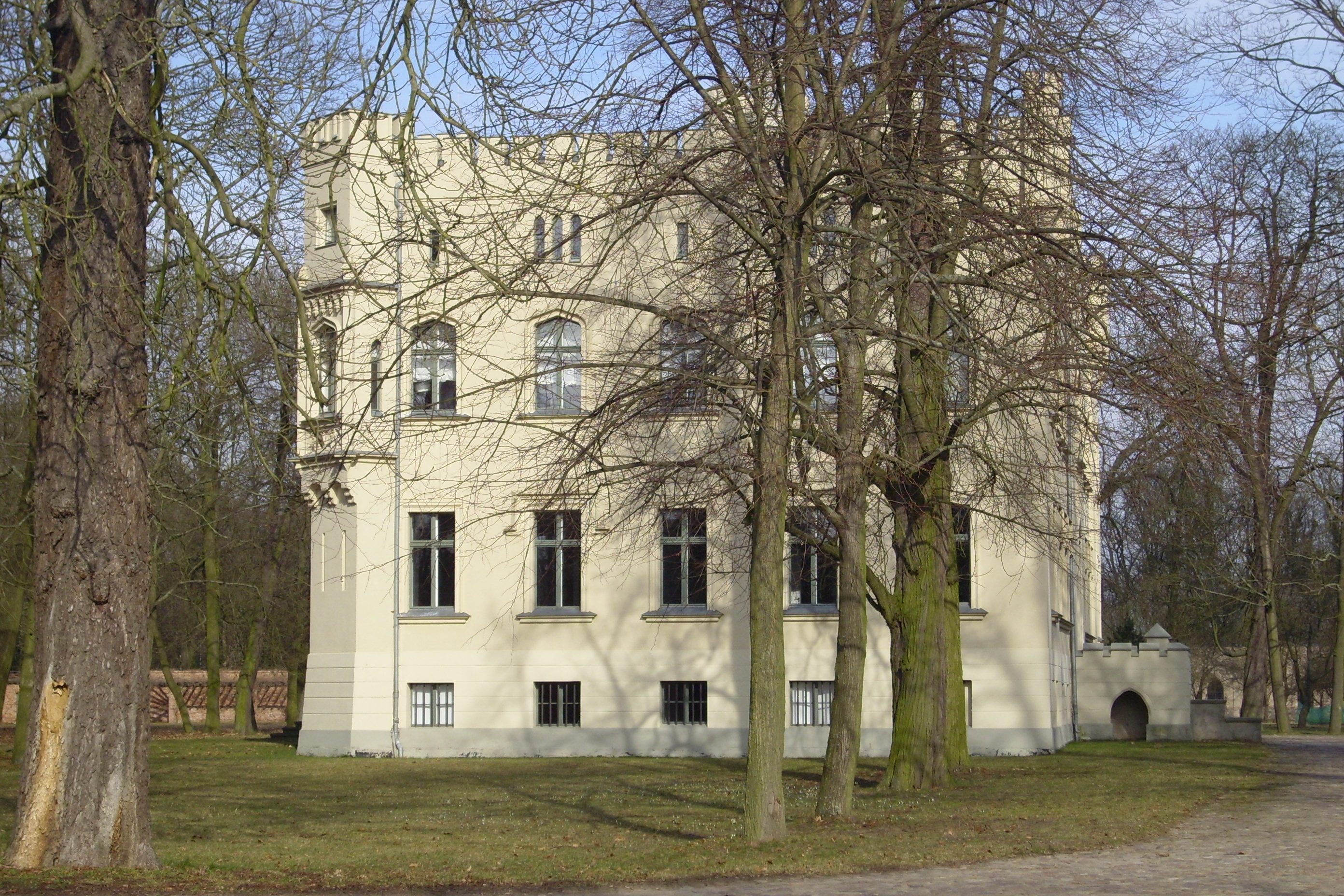
Schloss Märkisch Wilmersdorf

| Jahr | Einwohner                              |
| --- | -------------------------------------- |
| 1583 | 0000.ca. 75–90 (11 Bauern, 7 Kossäten) |
| 1734 | 153                                    |
| 1772 | 153                                    |
| 1801 | 173                                    |
| 1817 | 151                                    |
| 1840 | 217                                    |
| 1858 | 226                                    |
| 1895 | 193                                    |
| 1925 | 254                                    |
| 1939 | 216                                    |
| 1946 | 374                                    |
| 1964 | 289                                    |
| 1971 | 271                                    |
| 1981 | 247                                    |
| 1991 | 225                                    |
| 2006 | 223                                    |
| 2010 | 224                                    |
| (∗) Daten zur Bevölkerungsentwicklung bis 1971 aus dem Historischen Ortslexikon, ab 1981 aus dem Historischen Gemeindeverzeichnis), (2006 und 2010 Statistisches Jahrbuch Teltow-Fläming). |                                        |

## Geschichte
Der Ort wurde 1491 erstmals urkundlich genannt. Das noch im Historischen Ortslexikon zu findende Ersterwähnungsdatum 1346 beruht auf der falsch datierten Meißner Bistumsmatrikel. Das Historische Ortslexikon charakterisiert die Dorfform als „durch Gutsbildung deformiertes Platz- oder Sackgassendorf“. Der Name bedeutet: „Dorf eines Wilmar“, vom althochdeutschen Personennamen Willamar, zu altsächsisch/althochdeutsch willio „Wille“ und mari „groß“.
Der Zusatz Wendisch zur Unterscheidung von dem heute in Berlin aufgegangenen Wilmersdorf (damals Deutsch Wilmersdorf) – ist ab der Zeit um 1650 belegt. Erst im Nationalsozialismus wurde der Ort 1937 in Märkisch Wilmersdorf umbenannt. 1491 wird der Ort „willmerstorff“ genannt, mit dem nicht sicher zu deutenden Zusatz „gelegen Inn den Wittstock“. Der benachbarte Ort Wietstock (heute Ortsteil der Stadt Ludwigsfelde) liegt nur wenige Kilometer nordöstlich des Ortes. Damals belehnte der brandenburgische Kurfürst Johann Cicero den Friedrich von Beeren mit dem halben Dorf Wendisch Wilmersdorf. Es handelte sich dabei um eine Wiederbelehnung nach der Übernahme der Herrschaft Zossen durch die brandenburgischen Markgrafen. Friedrich von Beeren hatte halb Wendisch Wilmersdorf bereits von den 1479 ausgestorbenen Herren von Torgow zu Lehen gehabt.
Die Feldmark des Dorfes war in 25 Hufen eingeteilt. Bereits 1521 besaßen die von Lietzen einen Wohnhof mit drei Hufen im Ort, der Kern des späteren Rittergutes. Erwähnt wird ferner ein „neuer Weinberg“ und der Krüger im Ort (neben dem Lehnschulzengut und einem weiteren Lehnbauern). Noch vor 1521 erwarben die von Lietzen erblich einen Hof mit vier Hufen mit Pachten, Zinsen und Diensten auf der Feldmark Werben von Hans Schonwitz. 1580 gehörten zu diesem Besitz noch fünf Kavelwiesen. Dieser Hof wurde noch vor 1580 an das Amt Zossen zur Bildung des Vorwerks auf der Gemarkung Werben abgetreten.
1583 gab es neben dem Rittersitz der von Lietzen elf Hüfner und sieben Kossäten in Wendisch Wilmersdorf. 1615 war dem A. von Lietzen ein weiterer Hof „freigewilligt“ worden, das heißt der Bauernhof war aufgekauft, von Abgaben befreit und dem Rittergut zugeschlagen worden. 1624 wird neben zehn Bauern, sieben Kossäten (einschließlich eines Laufschmiedes) auch ein Hirte genannt. Der Dreißigjährige Krieg scheint den Ort auch stark in Mitleidenschaft gezogen zu haben, denn 1652 wohnten der Schulze mit seinen drei Söhnen, vier Bauern und fünf Kossäten im Ort. Am 24. Oktober 1664 heiratete Catharina Sophie, Tochter des Christoph von Köckeritz auf Schulen und Braunschweigische Kammerjungfrau den Egidius Erdmann von Beeren von Groß Beeren und Wend. Wilmersdorf. 1669 erwarb Hans Adam von Bremen den Rittersitz derer von Lietzen und deren Hälfte des Dorfes für 3100 Taler. 1684 kaufte dann Henning Bernd von Schwerin, Kämmerer des Großen Kurfürsten Friedrich Wilhelm den Besitz des von Bremen für 3735 Taler und den Besitzanteil der von Beeren für 1440 Taler. 1701 wurde er von Friedrich I. mit ganz Wendisch Wilmersdorf erblich belehnt. Er war mit Catharina Anna von Schmeling verheiratet.
1704 umfasste der Rittersitz bereits sechs Ritterhufen, zwei von Abgaben befreite Hufen (aufgekaufter Hof) und zwei Priesterhufen. Das Lehnschulzengut und sechs Bauernhöfe hatten jeweils zwei Hufen. Ein wüster Bauernhof wurde von der adligen Herrschaft bewirtschaftet. Ein Halbbauer bewirtschaftete eine Hufe. Es gab vier besetzte und drei wüste Kossätenhöfe im Ort und einen Braukrug. Der Erbe des Rittergutes war der Sohn Friedrich Bogislaw von Schwerin (1674–1747), der Anfang des 18. Jahrhunderts ein neues, repräsentatives dreiflügeliges Gutshaus in U-Form mit Walmdächern errichten ließ. Er war mit Helena Dorothea von Kanitz, Tochter des Christoph Albrecht von Kanitz (1653–1711), Erbherr von Mednicken, Mühlfeld und Boxin und der Maria Gottliebe Schach von Wittenau (1659–1736) verheiratet. 1746 ließ Friedrich Bogislaw von Schwerin die Kirche umbauen und einen rechteckigen Gruftanbau in der Breite des Kirchenschiffs an der Ostseite der Kirche errichten. Eine Tafel über dem Eingang zur Gruft trägt eine in preziösem Latein verfasste Inschrift, die auf Deutsch besagt: „Friedrich Bogislaw von Schwerin, Oberstallmeister des preußischen Königs, Erster Kämmerer desselben Königs, Amtshauptmann zu Neu-Stettin, Erster Gesandter [des preußischen Königs, der ja als Kurfürst von Brandenburg einer der Wähler des Kaisers war] zur Wahl des römischen Kaisers Karl VII. [von Bayern, 1742 in Frankfurt am Main], Ritter des Schwarzen Adlerordens, und seine Gattin Helene Dorothea von Cani[t]z haben dieses Grabmonument für sich und ihre Familie errichten lassen im Jahr des Herrn 1746.“
Ein Allianzwappen Schwerin/Kanitz ist im Giebelfeld des Gruft-Anbaues angebracht. 1771 zählte der Ort „11 Giebel“ und hatte 153 Einwohner. 1801 war die Einwohnerzahl leicht auf 173 Personen angewachsen. Zum Ort gehörten fünf Ganzbauern, vier Ganzkossäten, vier Büdner, 16 Einlieger, eine Schmiede, ein Krug, eine Ziegelei und das Rittergut mit nun bereits 15 Ritterhufen. Der Ort zählte „17 Feuerstellen“. Friedrich August Leopold Carl Graf von Schwerin (1750–1836) ließ das Herrenhaus 1801 zu einem rechteckigen, eingeschossigen Putzbau auf hohem Kellergeschoss mit Krüppelwalmdach umbauen. 1840 wurden im Ort 25 Wohnhäuser gezählt. Von 1840 bis 1890 war das Gut verpachtet. 1858 waren auf dem Gut 21 Mägde und Knechte und 47 Tagelöhner beschäftigt. Im Ort ansässige Handwerker sind ein Schneidermeister, zwei Maurergesellen und ein Grobschmiedemeister mit einem Gesellen und einem Lehrling. 1860 existierte im Dorf eine Windgetreidemühle. Sie ist bereits im Urmesstischblatt von 1840 auf dem Wilmersdorfer Berg verzeichnet. In der Wohngemeinde existieren drei öffentliche Gebäude, 15 Wohnhäuser und 35 Wirtschaftshäuser. Das Rittergut zählte neben dem Gutsgebäude 10 Wohnhäuser und 17 Wirtschaftsgebäude. Ab 1890 wurde das Rittergut von Friedrich Kurt Alexander Graf von Schwerin in Eigenregie bewirtschaftet. 1900 wurden in der Wohngemeinde 18 Häuser gezählt, im Gut weiterhin 10 Wohnhäuser. Bis 1901 erfolgte ein weiterer Umbau des Gutshauses zum repräsentativen Schloss. Von hier aus leitete der Graf auch die Deutsche Dendrologische Gesellschaft als e. V. und gab deren Jahresberichte heraus. 1910 verpachtete er das Gut wiederum, zeitweise nachweislich an den Gutsnachbarn Wilhelm von Goertzke-Großbeuten, blieb aber im Schloss wohnen. 1931 nach der gesetzlich vorgeschriebenen Vereinigung von Gemeinde und Gutsbezirk zählte man insgesamt 31 Häuser in Wendisch Wilmersdorf. 1933 verkaufte er Schloss und Gut an Arnold E. Kunheim. Nach dem Zweiten Weltkrieg wurde das Gut mit 486 ha im Rahmen der Bodenreform enteignet. 443 ha wurden an Landarbeiter, Flüchtlinge und Industriearbeiter verteilt.
1953 wurde eine LPG Typ I gegründet, die bereits 1954 zum Typ III umgewandelt wurde. 1955 hatte die LPG 23 Mitglieder und 161 ha landwirtschaftliche Nutzfläche. Ab 1960 hatten sich alle Bauern angeschlossen, 1961 bewirtschafteten die 78 Mitglieder 470 ha Nutzfläche. 1999 erwarb Michael Werner, Galerist aus Köln, das Schloss mit Park und Gutshof.

### Politische Geschichte
Zur Zeit seiner ersten sicheren Nennung gehörte Wendisch Wilmersdorf bereits zum Amt Zossen. Dieses war aus der früheren Herrschaft Zossen gebildet worden, nachdem sie 1490 vom brandenburgischen Markgrafen Johann Cicero erworben worden war. Allerdings war die Ortsherrschaft nicht mehr im Besitz des Amtes Zossen, sondern der Ort gehörte zur Hälfte der Familie von Beeren zu Großbeeren. Die Besitzer der anderen Hälfte sind nicht bekannt. Die von Beeren waren Lehnsleute des Amtes Zossen und hatten Burgdienste und Landfolge zu leisten. Aus der Zugehörigkeit zum Amt Zossen und dem Lehnsverhältnis der Ortsbesitzer kann sicher auf eine Zugehörigkeit von Wendisch Wilmersdorf zur Herrschaft Zossen geschlossen werden. Seit spätestens vor 1521 waren die von Lietzen im Besitz der anderen Hälfte des Ortes. Die von Beeren konnten ihren Besitz bis 1683 behaupten. Am 24. Oktober 1664 heiratete Catharina Sophie, Tochter des Christoph von Köckeritz auf Schuhlen und Braunschweigische Kammerjungfrau den Egidius Erdmann von Beeren von Groß Beeren und Wendisch Wilmersdorf. Die von Lietzen verkauften ihre Hälfte 1669 für 3100 Taler an Hans Adam von Bremen. 1684 erwarb der Kämmerer und Oberstallmeister Henning Bernd von Schwerin beide Besitzhälften des Dorfes. Er zahlte 3735 Taler für die Hälfte der von Bremen und 1440 Taler für die Hälfte der von Beeren. Mit der preußischen Kreisordnung von 1872 verloren sie zwar den Status der Ortsherren, ihr Gutsbesitz wurde zu einem Gutsbezirk umgebildet, in dem sie weiterhin fast unbeschränkte Rechte hatten. Der Gutsbezirk Wendisch Wilmersdorf umfasste 1900 592 ha, für die Gemeinde Wendisch Wilmersdorf verblieben gerade noch 217 ha. 1928 wurden der Gutsbezirk und die Gemeinde vereinigt. Die von Schwerin blieben noch bis 1933 im Besitz des Schlosses und Parkes in Wendisch Wilmersdorf, das sie in diesem Jahr an den Millionär Arnold Kuhnheim verkauften. Mit der Ausbildung der Kreise in der Mark Brandenburg wurde das Amt Zossen an den Kreis Teltow angegliedert. Nach der Auflösung des Kreises Teltow 1952 kam Märkisch Wilmersdorf zum neugebildeten Kreis Zossen. 1993 wurde der Kreis Zossen mit den Kreisen Jüterbog und Luckenwalde zum Landkreis Teltow-Fläming zusammengeschlossen. Mit der Bildung der Ämterverwaltung im Land Brandenburg 1992 schloss sich Märkisch Wilmersdorf mit elf anderen kleinen Gemeinden und der Stadt Trebbin zum Amt Trebbin zusammen. Zum 31. Dezember 1997 vereinigten sich die Gemeinden Christinendorf, Groß Beuthen, Märkisch Wilmersdorf und Thyrow zur neuen Gemeinde Thyrow, Doch diese neue Gemeinde Thyrow hatte nur kurzen Bestand. Zum 26. Oktober 2003 wurden die Gemeinden Lüdersdorf, Schönhagen und Thyrow per Gesetz in die Stadt Trebbin eingegliedert, das Amt Trebbin aufgelöst, und die Stadt Trebbin wurde amtsfrei, Die „neue“ Gemeinde Thyrow wurde wieder aufgelöst, seitdem ist Märkisch Wilmersdorf ein Ortsteil der Stadt Trebbin.

### Kirchliche Zugehörigkeit

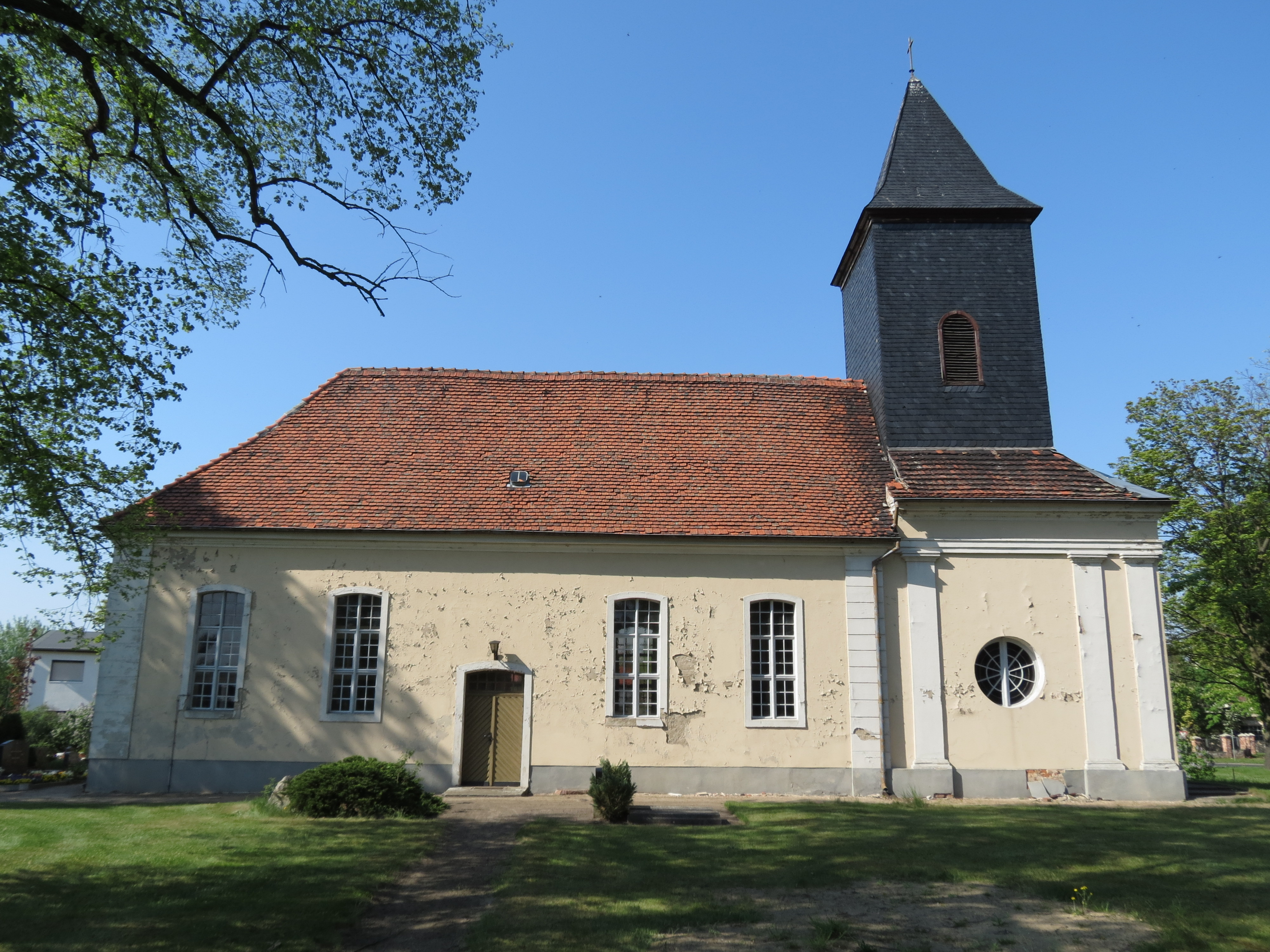
Dorfkirche in Märkisch Wilmersdorf, Südseite

Märkisch Wilmersdorf war im Mittelalter Kirchdorf und gehörte wie die anderen Orte der Herrschaft Zossen zum Bistum Meißen. 1639 werden zwei Pfarrhufen genannt, die 1704 bereits im Besitz des Rittergutes waren.

### Befreiungskriege 1813–1815
Während des Vormarsches der napoleonischen »Armée de Berlin« errichten sechs preußische Kompanien Verschanzungen auf dem Wilmersdorfer Berg, um den Vormarsch der napoleonischen Truppen aus Richtung Nunsdorf hier aufzuhalten. Am Nachmittag des 22. August 1813 griffen die napoleonischen Truppen in sieben Angriffswellen und unter dem Schutz von zwei Batterien 12-pfündiger Kanonen an. Die preußischen Truppen zogen sich gegen 18 Uhr auf die andere Seite des Nuthegrabens nach Thyrow zurück. Die napoleonischen Truppen machten nun keinen Versuch, den Nuthegraben an dieser Stelle zu überqueren, sondern rückten weiter auf Wietstock vor. Dort kam zu einem blutigen Gefecht an den Wietstocker Schanzen.

## Persönlichkeiten
- Arthur von Kretschmann, Generalmajor; seine Ehefrau stammte aus Wendisch Wilmersdorf, er starb hier 1889

## Denkmale

### Baudenkmale
Die Denkmalliste des Landes Brandenburg für den Landkreis Teltow-Fläming vom 31. Dezember 2011 verzeichnet drei Baudenkmale im Ort:
- die Dorfkirche, eine verputzte Saalkirche aus dem Anfang des 18. Jahrhunderts. Sie wurde 1746 nach Osten hin um eine Gruft erweitert; darüber ein zurückgesetzter Dachturm mit Spitzhelm, 1747. Im Innern befinden sich eine schlichte Ausstattung aus der Bauzeit der Kirche sowie eine Fünte aus dem Jahr 1660.
- Gehöft, Kirchplatz 4, bestehend aus Mittelflurhaus, Stallgebäude und Scheune
- Das Gutshaus Märkisch Wilmersdorf ist ein im Kern eingeschossiger Putzbau von 1801, der 1901 zu einem zweieinhalbgeschossigen Bau im Tudorstil erweitert wurde. Das Bauwerk wurde nach 2000 saniert. Dabei wurde die ursprüngliche Fassadengestalt wiederhergestellt.

### Bodendenkmale
In der Denkmalliste sind zehn Bodendenkmale verzeichnet:
- Flur 2,3: der Dorfkern der Neuzeit, eine Siedlung der Bronzezeit, eine Siedlung der Steinzeit, der Dorfkern des Mittelalter
- Flur 5,6: ein Rast- und Werkplatz der Steinzeit
- Flur 1,2: eine Siedlung der Eisenzeit
- Flur 3: eine Siedlung der Ur- und Frühgeschichte
- Flur 3: eine Siedlung der Eisenzeit
- Flur 6: ein Rast- und Werkplatz der Steinzeit
- Flur 5,6: ein Rast- und Werkplatz der Steinzeit
- Flur 5: ein Rast- und Werkplatz der Steinzeit
- Flur 5: ein weiterer Rast- und Werkplatz der Steinzeit
- Flur 3/an der Grenze zur Flur 1/2 der Gemarkung Nunsdorf: eine Siedlung der Urgeschichte

### Naturdenkmale
Die Denkmalliste verzeichnet auch zwei Naturdenkmale:
- eine Ahornallee, Straße von Märkisch Wilmersdorf nach Thyrow: wegen ihrer das Landschaftsbild prägenden Schönheit, der wissenschaftlichen Bedeutung (Dendrologie) und der landeskundlichen Bedeutung
- eine Kastanienallee im Park Märkisch-Wilmersdorf, 0,4 km nördlich der Kirche am Nordrand des Parkes, parallel zum Wietstocker Weg: wegen ihres Alters, ihrer Ausbildungsform und das Landschaftsbild prägenden Schönheit sowie ihrer landeskundlichen Bedeutung.

## Belege